# Assemblea Nacional de Weimar
L'Assemblea Nacional de Weimar (en alemany, Weimarer Nationalversammlung) va ser una assemblea parlamentària que va governar a Alemanya del 6 de febrer de 1919 al 6 de juny de 1920. Aquesta assemblea va sancionar la Constitució de Weimar, que va ser vigent de 1919 a 1933, i fins i tot ho va ser tècnicament fins a 1945, a la fi de la dictadura nazi. També va proclamar la República de Weimar, el règim polític que va tenir lloc en aquest país des de 1919, en acabar la Primera Guerra Mundial, fins a 1933, amb l'arribada al govern de la dictadura d'Adolf Hitler.
Aquesta assemblea va tenir temps de tenir tres presidents en el seu poc més d'un any de durada. Eduard David, del Partit Socialdemòcrata d'Alemanya, ho va ser els primers sis dies; el va seguir Conrad Haussmann, que només ho va ser un dia; i finalment Konstantin Fehrenbach, del Partit de Centre, va ser-ho des d'ençà fins al final.